# 克塞诺丰·佐洛塔斯
克塞诺丰·佐洛塔斯（羅馬化：Xenophón Zolótas；1904年4月26日—2004年6月10日），希腊政治人物，曾担任希腊总理，任期为1989年11月23日 - 1990年4月11日。

## 生平
1904年，克塞诺丰·佐洛塔斯生于雅典，早年在希腊雅典大学学习经济学。1944–1945，1955–1967，1974–1981，他曾三次担任希腊银行主管。
| 前任： 扬尼斯·格里瓦斯 | 希腊总理 1989 - 1990 | 繼任： 康斯坦蒂诺斯·米佐塔基斯 |